# Scala-Theater

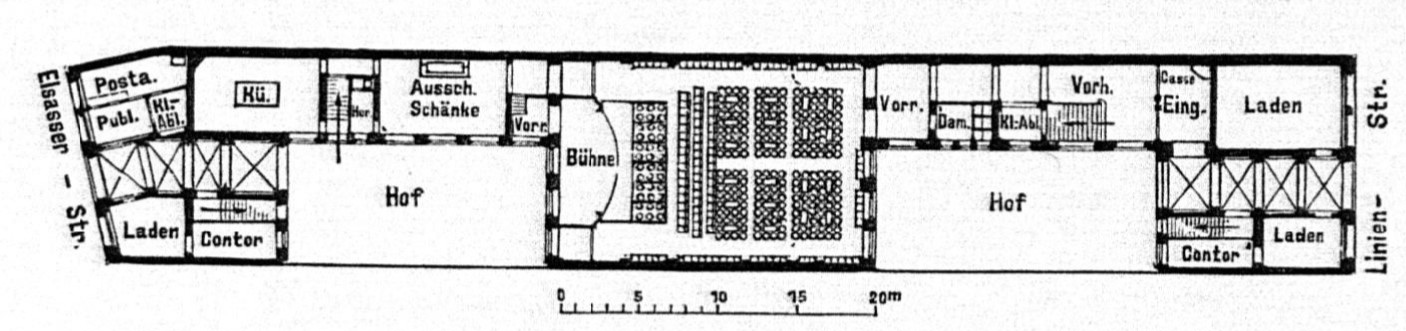
Eldorado-Etablissement, vormals Scala-Theater, Grundriss des Erdgeschosses, 1896

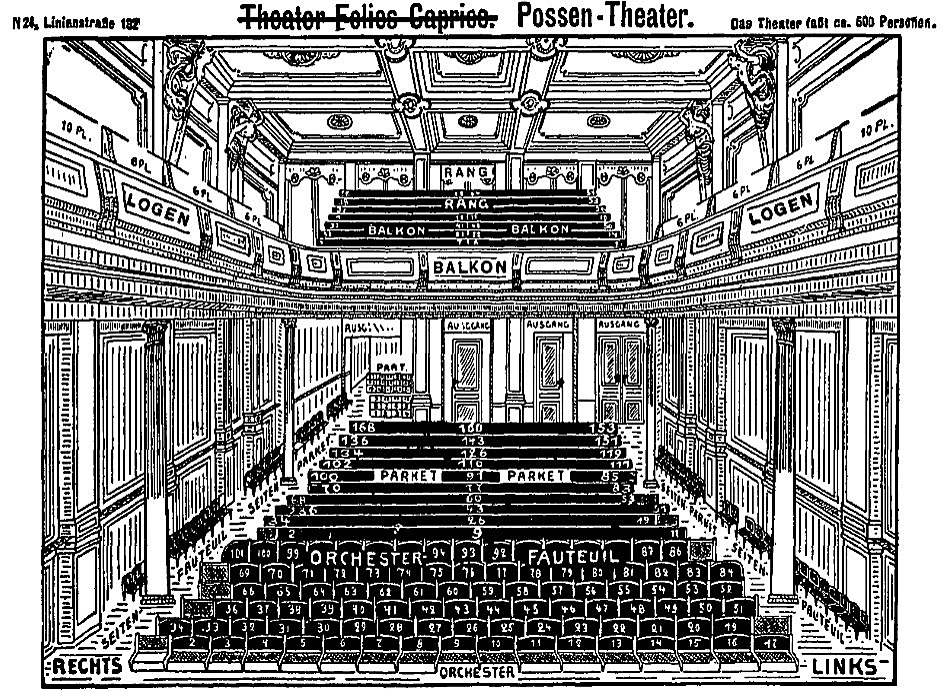
Possen-Theater (vormals Folies Caprice), Bestuhlungsplan 1916

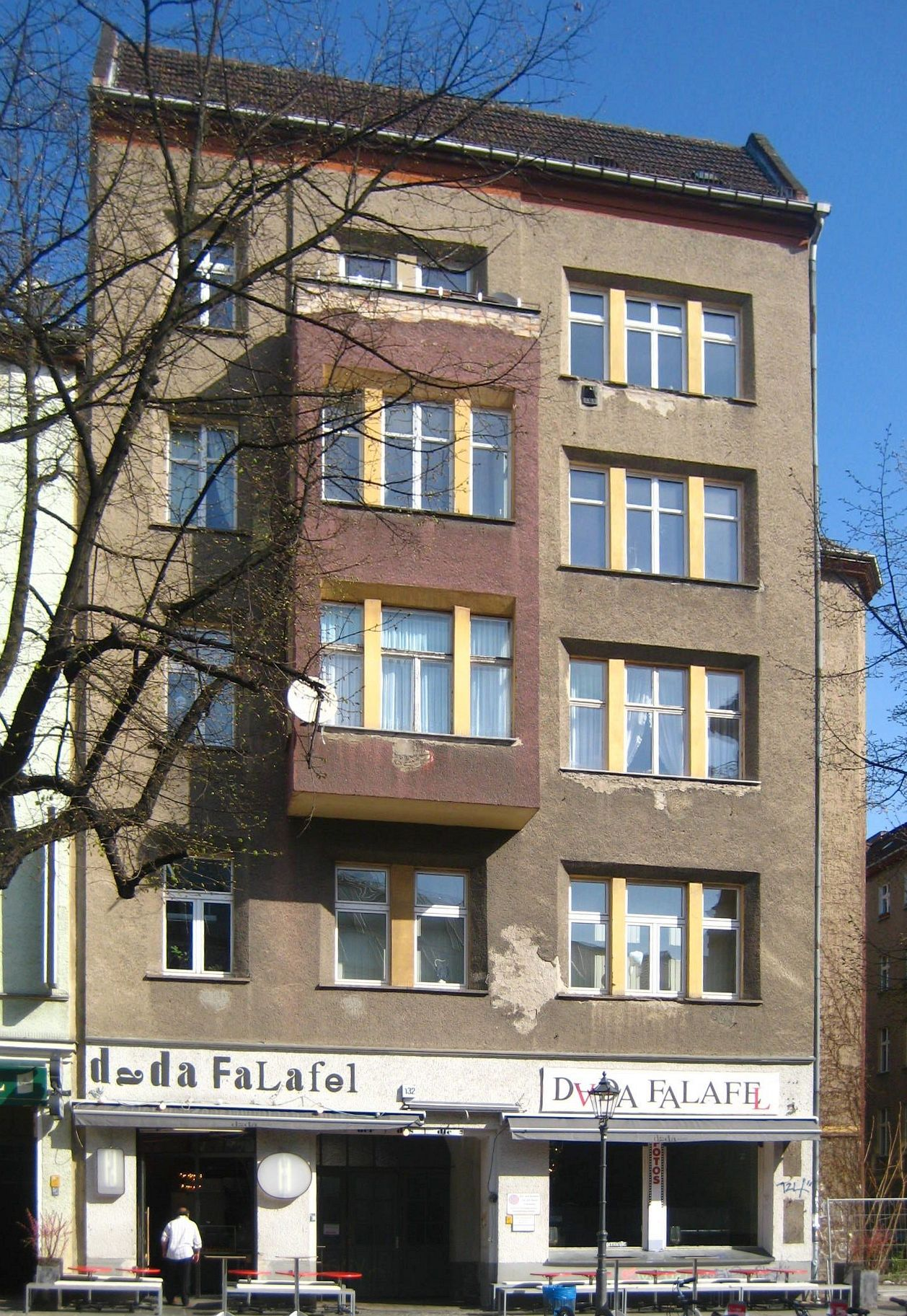
Vorderhaus Linienstraße 132

Das Berliner Scala-Theater (nicht zu verwechseln mit der berühmten Varieté-Bühne Scala) war ein Privattheater, das nur kurze Zeit unter diesem Namen bestand. Es befand sich in einem von 1891 bis 1892 erbauten Saalbau in der Linienstraße 132/Elsasser Straße 43 und hatte etwa 800 Sitzplätze. 

## Geschichte
Das Gebäude wurde von der Baufirma Blumberg & Schreiber errichtet, die auch Eigentümerin war. An beiden Straßenseiten befanden sich Mietshäuser mit Läden. Die Saalanlage, von beiden Seiten zugänglich, lag in einem Querbau in der Mitte und bestand aus zwei übereinander liegenden Sälen, von denen der untere dem Singspiel und der obere dem Tanz gewidmet war. Das Theater wurde am 20. August 1892 unter der Direktion von Philipp Pfeifer und Arthur Fränkel eröffnet. Als Oberregisseur und Dramaturg war der Schriftsteller Fritz Waldau (1858–nach 1924) angestellt. Kapellmeister war Julius Einödshofer, dessen Operette „Das Damenregiment“ 275 mal aufgeführt wurde.
Schon 1894 musste das Theater schließen, und Nicolaus Schüler, bereits Inhaber des Chantant Malepartus in der Alexandrinenstraße/Ecke Oranienstraße, eröffnete das Eldorado-Etablissement. Im unteren Theatersaal etablierte er ein Theatre-Variete und Elite-Welt-Chantant und im oberen Saal veranstaltete er Bälle. 1902 übernahm dann Fritz Steidl Theater und Festsäle und führte sie unter seinem Namen.
1905 wurde daraus das Folies Caprice, das bis 1914 existierte und dann in Possen-Theater umbenannt wurde. 1919 kam es unter Zwangsverwaltung. Danach wurde der Ballsaal als Mäuse-Palais Paul Haffner betrieben und aus dem Theater wurde ein Lichtspielhaus.
Das Gebäude wurde im Zweiten Weltkrieg zerstört. Lediglich das Vorderhaus Linienstraße 132 blieb erhalten und steht unter Denkmalschutz.